# (18670) Shantanugaur
(18670) Shantanugaur (1998 FM64) – planetoida z pasa głównego asteroid okrążająca Słońce w ciągu 5,49 lat w średniej odległości 3,11 j.a. Odkryta 20 marca 1998 roku.